# Bonaventure de Sainte-Anne
Bonaventure d'Hérédie (en religion Père Bonaventure de Sainte-Anne, alias Jacques de Vernant) est un religieux français né en 1606 dans le diocèse de Nantes et mort le 2 avril 1667 à Nantes.

## Biographie
D'une famille originaire d'Espagne (les de Heredia) et installée à Nantes, il est le petit-neveu du maire de Nantes Robert Poullain. Il fait profession à Rennes en 1629 et entre chez les carmes de la Réforme de Bretagne sous le nom de Bonaventure de Sainte-Anne.
Son ouvrage La Défense de l'autorité de notre saint père le Pape, de nos seigneurs les cardinaux, les archevesques et evesques, et de l'employ des religieux mendians, contre les erreurs de ce temps, publié à Metz en 1658 sous le pseudonyme de Jacques de Vernant, fait grand bruit. Il y proclame comme dogme l'infaillibilité pontificale en dehors du concile, allant jusqu'à qualifier d'hérétiques les personnes réclamant la convocation des conciles, ainsi que ses attaques à certains droits des évêques et des souverains et aux libertés de l'Église gallicane. Le clergé de Poitiers défère l'ouvrage devant la Faculté de théologie de Paris, qui l'examine et le censure en 1664. Cette décision déplut fortement au pape Alexandre VII, qui adresse alors un bref au roi Louis XIV. Devant l'absence de réaction du roi, il donne une bulle solennelle à l'encontre de cette censure le 25 juin 1665 (cette bulle donna lieu à la publication des Considérations respectueuses et du Recueil de diverses pièces concernant les censures de la faculté de théologie de Paris, sur la hiérarchie de l'Église et la morale chrétienne de Jacques Boileau). Le procureur général fit appel comme d'abus de cette bulle et le parlement lui en donna acte le 29 juillet 1665.
Il meurt d'apoplexie le 2 avril 1667 au couvent des Carmes de Nantes.

## Œuvres
- La Défense de l'autorité de notre saint père le Pape, de nos seigneurs les cardinaux, les archevesques et evesques, et de l'employ des religieux mendians, contre les erreurs de ce temps (1658)
- Reponses chrestiennes du sieur de Vernant a l'idee de l'eglise naissante, au livre de la Messe paroissale, par Monsieur Guerry, cure a Poitiers, et au cayer faussement intitulé : La deffense de la verité, par M. Louis Marais (1667)
- La doctrine ancienne des théologiens de la faculté de Paris, opposée à la Censure fait l'an 1664, par la même Faculté (1669)
- Monachatus Augustini ab Augustino potissimum propugnatus, seu Efficacissima credibilitatis motiva, quibus ex Augustino suadetur Augustinum monachum extitisse, opera et studio R. P. Bonaventurae a Sancta Anna,...

## Sources
- « Vernant (Jacques de) », dans Le Grand dictionnaire historique ou le Mélange curieux de l'histoire sacrée et profane, de Louis Moréri (1759)
- Un couvent dans la ville: les Grands Carmes de Nantes, 1318-1790, d'Yves Durand (1997)